# Municipio de Franklin (condado de Laclede)
El municipio de Franklin (en inglés: Franklin Township) es un municipio ubicado en el condado de Laclede en el estado estadounidense de Misuri. En el año 2010 tenía una población de 748 habitantes y una densidad poblacional de 4,8 personas por km².

## Geografía
El municipio de Franklin se encuentra ubicado en las coordenadas 37°31′37″N 92°30′2″O / 37.52694, -92.50056. Según la Oficina del Censo de los Estados Unidos, el municipio tiene una superficie total de 155.78 km², de la cual 155,03 km² corresponden a tierra firme y (0,48 %) 0,75 km² es agua.

## Demografía
Según el censo de 2010, había 748 personas residiendo en el municipio de Franklin. La densidad de población era de 4,8 hab./km². De los 748 habitantes, el municipio de Franklin estaba compuesto por el 97,99 % blancos, el 0,27 % eran afroamericanos, el 0,67 % eran amerindios, el 0,27 % eran asiáticos, el 0,4 % eran de otras razas y el 0,4 % eran de una mezcla de razas. Del total de la población el 2,27 % eran hispanos o latinos de cualquier raza.